# 삼성행복대상
삼성행복대상은 삼성생명공익재단에서 주는 상이다. 2013년부터 비추미여성대상과 삼성효행상이 통합되어 신설되었다.

## 주요 수상자
- 안숙선
- 이혜숙 (과학자)